# Wolodymyr Saldo

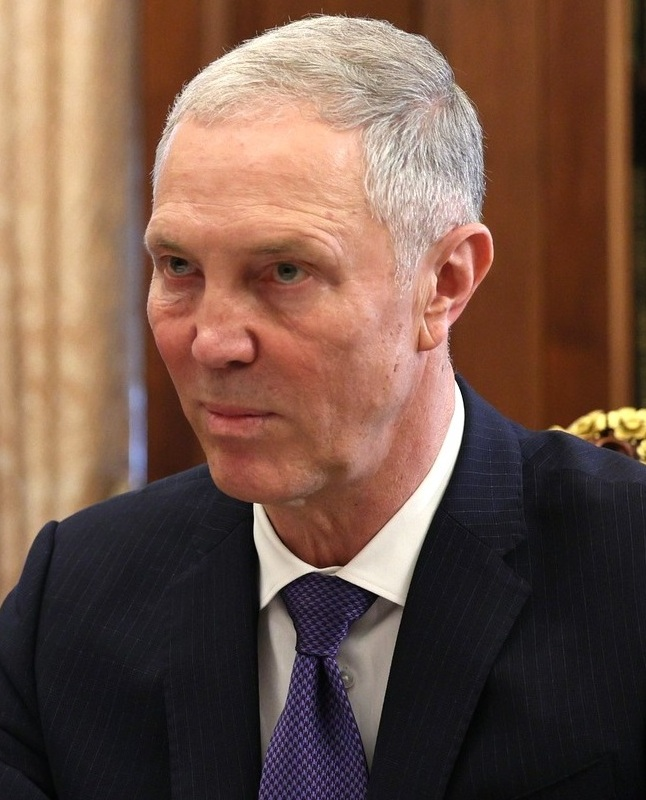
Wolodymyr Saldo (2023)

Wolodymyr Wassylowytsch Saldo (ukrainisch Володимир Васильович Сальдо; * 12. Juni 1956 in Schowtnewe im Rajon Witowka, Oblast Mykolajiw, Ukrainische SSR, UdSSR) ist ein ukrainischer Politiker. Er ist seit dem 26. April 2022 Gouverneur des russisch besetzten Teils der Oblast Cherson der Ukraine, die am 30. September 2022 im Rahmen der russischen Annexion der Süd- und Ostukraine zum Teil Russlands erklärt wurde.

## Ausbildung und Beruf
1978 schloss er die Nationale Universität Krywyj Rih mit einem Abschluss in Industrie- und Zivilbau ab. Er spezialisierte sich als Bauingenieur, arbeitete bis 2001 als Ingenieur und war Leiter der Installationsabteilung im Werk Khersonpromstroy. Er promovierte 2008 in Wirtschaftswissenschaften.

## Politik
Saldo war von 1998 bis 2002 erstmals Mitglied des Stadtrats von Cherson. 2001 trat er der Partei der Regionen bei und wurde zum Vorsitzenden in der Oblast Cherson gewählt. 2006 wurde er zum Vorsitzenden der Partei der Regionen in der Stadt Cherson gewählt.
Von 2001 bis 2002 war er als stellvertretenden Gouverneur des Oblasts Cherson für Bauwesen, Wohnungswesen und kommunale Dienstleistungen zuständig. Als ehemaliges Mitglied der Partei der Regionen und Parteivorsitzender im Gebiet Cherson wirkte Saldo von 2002 bis 2012 als Bürgermeister von Cherson, wobei er 2006 und 2010 wiedergewählt wurde. Die Association for the Reintegration of Crimea berichtete nach der russischen Invasion in der Ukraine im März 2022, dass Saldos zehnjährige Bürgermeisterschaft eine „Zeit der totalen Unterschlagung und Korruption war, die alle Bereiche des Lebens der Stadt umfasste“.
Saldo wurde 2012 als Abgeordneter ins ukrainische Parlament gewählt und blieb es bis 2015. Im Anschluss an seine Wahl wurde er zum stellvertretenden Vorsitzenden des Komitees der Werchowna Rada für Bauwesen, Stadtplanung, Wohnungswesen und kommunale Dienstleistungen und Regionalpolitik ernannt. Er stimmte am 16. Januar 2014 für die Anti-Protest-Gesetze, auch „Diktatur-Gesetze“ genannt. Seit 2014 ist er Vorstandsvorsitzender der Öffentlichen Vereinigung der Bauherren und Investoren der Stadt Cherson. 2015 kandidierte er als Mitglied der Partei Unser Land bei der Wahl zum Bürgermeister von Cherson. Im ersten Durchgang belegte er mit 16,88 % den zweiten Platz, für den zweiten Wahlgang zog er sich jedoch zurück. Bei den Stadtratswahlen im selben Jahr wurde Saldo erneut zum Mitglied des Stadtrats von Cherson gewählt. 2020 wurde er erneut in den Stadtrat gewählt, während er bei den Bürgermeisterwahlen gegen Ihor Kolychajeww verlor und erneut Zweiter wurde. 2020 gründete er den Wolodymyr-Saldo-Block. Diese politische Partei wurde am 20. März 2022 im Zusammenhang mit dem russischen Überfall auf die Ukraine 2022 von der Ukraine verboten.
Seit dem 26. April 2022 ist Saldo Gouverneur der russisch besetzten Gebiete der Oblast Cherson. Drei Tage darauf erhoben ukrainische Strafverfolgungsbehörden gegen Saldo Anklage wegen Verrat aufgrund seiner Kollaboration mit Russland als Gouverneur Chersons. Am 30. April 2022 wurde von Saldo die Eröffnung einer gemeinsamen Bank für Cherson und die beiden anderen Separatistengebiete der Volksrepublik Lugansk und der Volksrepublik Donezk mit insgesamt 200 Filialen angekündigt. Russisch und Ukrainisch sollten parallel in Cherson verwendet werden.
Am 6. Mai 2022 traf sich Saldo mit Denis Puschilin und Andrei Turtschak und erklärte, dass die Oblast Cherson „integraler Bestandteil der großen Familie Russlands“ sei. Am 3. Juni 2022 verhängte die EU Sanktionen gegen ihn wegen seiner Rolle während der russischen Okkupation Chersons und für die Unterstützung und Förderung von Maßnahmen, die die territoriale Integrität, Souveränität und Unabhängigkeit der Ukraine untergraben.
Im August 2022 wurde gemeldet, dass er wegen einer mutmaßlichen Vergiftung ins Koma gefallen sei und in einem Moskauer Krankenhaus auf der Intensivstation behandelt werde. RIA Novosti berichtete am 19. September 2022, dass Saldo zur „Erfüllung seiner Pflichten“ nach Cherson zurückgekehrt sei.
Während seiner krankheitsbedingten Abwesenheit wurde er von Sergej Jelisejew vertreten. Am 19. Oktober 2022 kündigte Saldo die Evakuierung der Einwohner auf das andere Flussufer des Dnepr an.